# La Unión Republicana (Pontevedra)
La Unión Republicana fou un periòdic editat a Pontevedra entre 1892 i 1899.
Aparegué el 2 de febrer de 1892. En 1897 canvià la seva capçalera per La Unión : Diario republicano de Pontevedra y la provincia. De caràcter republicà, els editors en foren Valentín Peña, Vicente García Temes i José Juncal Verdulla, i tenia com a redactors Emilio Couto, Emiliano Iglesias Ambrosio, Severino Pérez Vázquez i José Barral Campos. Mantingué un enfrontament amb el periòdic católic El Áncora que provocà l'excomunicació del diari pel cardeal Martín de Herrera el 23 de febrer de 1898. José Juncal fou empresonat en 1898 i Emiliano Iglesias Ambrosio processat, acusat d'atemptat contra la llibertat de culte catòlic i la forma de l'Estat, altres redactors també foren processats. Finalment, la publicació fou suspesa en gener de 1899.